# Ernst Heinen
Ernst Heinen (* 4. September 1933 in Köln-Mülheim; † 15. Januar 2024) war ein deutscher Historiker und Hochschullehrer. 

## Leben
Heinen stammte aus einer Handwerkerfamilie. Er studierte von 1954 bis 1962 Geschichte, Lateinische Philologie und Philosophie an der Pädagogischen Akademie Köln und an der Universität zu Köln. 1963 wurde er dort mit einer Studie über die Zentrumspresse im Ersten Weltkrieg promoviert. Von 1963 bis 1964 war er Assistent an der PH Neuß. Von 1963 bis 1965 war er Lehrbeauftragter an der PH Kettwig. Von 1964 bis 1969 war er Dozent und seit 1969 wissenschaftlicher Rat und Professor an der PH Westfalen-Lippe, Abt. Siegerland. Von 1972 bis 1990 war er Professor an der PH Rheinland, Abt. Köln, und von 1990 bis 1998 Professor für Neuere Geschichte und Didaktik der Geschichte an der Erziehungswissenschaftlichen Fakultät der Universität zu Köln. Er wohnte in Köln-Widdersdorf.
Seine Tochter war die ehemalige Ministerin für Umwelt, Landwirtschaft, Natur- und Verbraucherschutz des Landes Nordrhein-Westfalen, Ursula Heinen-Esser. Heinen wurde am 29. Januar 2024 auf dem Kölner Zentralfriedhof Melaten beigesetzt.
Heinen war Mitglied der Gesellschaft für Rheinische Geschichtskunde.

## Schriften (Auswahl)
- Friedrich Baudri: Tagebücher. Band 1: 1854–1857. Band 2: 1858–1862 (gemeinsam mit Ludwig Gierse). Band 3: 1863–1867. Band 4: 1868–1871 (= Publikationen der Gesellschaft für Rheinische Geschichtskunde), Droste, Düsseldorf 2006–2021.
- Bildnerhochschule und Wissenschaftsanspruch. Lehrerbildung in Köln 1946–1965. Böhlau, Köln, Weimar 2003.
- Beiträge zur Geschichte des politischen Katholizismus. Festgabe zum sechzigsten Geburtstag. Hrsg. von Carl August Lückerath, Schulz-Kirchner, Idstein 1993.
- Katholizismus und Gesellschaft. Das katholische Vereinswesen zwischen Revolution und Reaktion. (1848/49–1853/54). Schulz-Kirchner, Idstein 1993.
- (gemeinsam mit Carl August Lückerath): Akademische Lehrerbildung in Köln. Eine Quellensammlung zur Geschichte der Pädagogischen Akademie Köln, der Pädagogischen Hochschule Köln und der Pädagogischen Hochschule Rheinland, Abt. Köln (= Schriften zur rheinischen Geschichte, 5), Köln 1985.
- Staatliche Macht und Katholizismus in Deutschland, 2 Bände (= Sammlung Schöningh zur Geschichte und Gegenwart), Schöningh, Paderborn 1969–1979.
- Zentrumspresse und Kriegszieldiskussion. Unter besonderer Berücksichtigung der „Kölnischen Volkszeitung“ und der „Germania“. Köln 1963.